# 田島団地
田島団地（たじまだんち）は、埼玉県さいたま市桜区田島六丁目にある都市再生機構の住宅団地（公団住宅）。総戸数は約1,900戸の大規模団地である。

## 概要
桜区南部の西浦和駅南側に整然と並ぶ大規模団地である。西を国道17号新大宮バイパスが通り、その上を首都高速埼玉大宮線が通っている。1-1号棟 - 18号棟、2-1号棟 - 2-23号棟、3-1号棟 - 3-13号棟の合計54棟が立ち並んでいる。
団地中央には東西に大通りが走り、小さな商店街にスーパーマーケットなどが設置されている。また、郵便局・交番も置かれている。田島通りを挟んだ南側では、団地の敷地に合わせて桜区と南区の区界が出っ張った形になっている。南北方向に公園や野球場が配置されており、全体的に建物の配置もゆとりある設計となっている。また2-1号棟 - 5号棟はボックス型のポイントハウスになっている。
築55年が経過し老朽化が進行しており、2023年から2025年にかけて第1期（北側1街区）の建て替え工事が予定されている。

## 歴史
旧浦和市の西部（現：桜区南部）の西浦和駅（団地建設当時は武蔵野線は未開通、駅も未開業）南側は広い田畑が広がっていた。日本住宅公団は、浦和市内では南浦和団地に次いで田島団地の造成に着手した。当初の計画戸数は約2,200戸であったが、やや縮小され、鉄筋コンクリート造1,895戸の団地が1965年（昭和40年）6月から10月にかけて順次完成した。
南区曲本一丁目にあるさいたま市立西浦和小学校（当時は浦和市立）は日本住宅公団が建設し、浦和市が国の補助金を受けて買収したものであり、学校建設の特殊な例として知られる。

## 周辺

### 道路
- 国道17号新大宮バイパス
- 首都高速埼玉大宮線
- 田島通り
- 埼玉県道79号朝霞蕨線
- 埼玉県道40号さいたま東村山線（志木街道）

### 施設
- さいたま市西浦和駅市民の窓口
- ダイエー西浦和店
- さくら草幼稚園
- 田島団地内公園
- 三愛病院
- セリア田島店
- さいたま市立西浦和小学校

## アクセス
- JR武蔵野線西浦和駅から徒歩3分
- JR京浜東北線、宇都宮線・高崎線、湘南新宿ライン浦和駅からバス15分
- JR埼京線武蔵浦和駅からバス
- JR埼京線中浦和駅からバス
- JR京浜東北線・武蔵野線南浦和駅からバス15分